# Nikolai Leontevici Iunakov
Nikolai Leontevici Iunakov (în rusă Николай Леонтьевич Юнаков) (n. 6 decembrie 1871, Ciuhuiiv– d. 1 august 1931, Tarnów) a fost unul dintre generalii Armatei Țariste Ruse din Primul Război Mondial.
A îndeplinit funcția de comandant al Corpului 7 Armată rus în campania acesteia din România, având gradul de general-locotenent.:p. 181 